# Ghinda
Cet article concerne Une ville d'Érythrée. Pour le district du même nom, voir Ghinda (district).
Ghinda (ou Ginda, en tigrigna ጊንዳዕ) est une ville d'Érythrée, dans la région du Semien-Keih-Bahri et capitale du district de Ghinda. La ville compte environ 11 560 habitants en 2004. Ghinda se situe à 21 km au sud-ouest d'Asmara, la capitale.
La ville a donné son nom à l'espéce animale Rhyssemus ghindanus appelée aussi Rhyssemus asperocostatus.